# 엘피디오 키리노
엘피디오 키리노 이 리베라(필리핀어: Elpidio Quirino y Rivera, 1890년 11월 16일~1956년 2월 29일)는 필리핀의 정치가로서, 1948년부터 1953년까지 제6대 대통령을 지냈다.

## 생애
1890년, 루손섬 북서부에 있는 남일로코스주 비간에서 출생하였으며 지난날 한때 유아기를, 그리고 소년 시절의 전부를 라우니온주의 아링가이에서 잠시 보낸 적이 있다. 엘피디오 키리노는 비간의 고등학교를 졸업한 후 마닐라로 가서 토지국과 마닐라 경찰에서 일했다. 1911년에 마닐라 고등학교를 졸업하고 공무원 시험에 합격했다.
필리핀 대학교 법과대학에 진학한 키리노는 1915년에 동교를 나온 후 법조계 진입했다. 그 후, 1919년에 하원 의원에 선출될 때까지 변호사로 근무했다. 1925년에 하원의원에서 상원의원으로 돌아서 1931년까지 상원의원을 지냈다. 그동안 재무 장관과 내무 장관을 역임했다.
1934년, 키리노는 타이딩스-맥더피 법이 미국 의회에서 통과되는 것을 목표로 한 마누엘 케손이 이끄는 필리핀 독립 사절단의 일원으로 워싱턴을 방문했다. 결국 이 법이 통과되었고, 이 법에 따라 필리핀은 1945년까지 독립이 가능해졌다. 그러나 제2차 세계대전의 발발로 필리핀이 공식적으로 독립을 선언한 것은 1946년 7월 4일이었다.
제2차 세계 대전 중 마닐라 전투에서 아내 알리시아와 5명의 아이 중 3명이 일본군에 죽임을 당했다. 전후 키리노는 공직에서 활동을 계속하면서 상원 임시 의장을 맡기도 했다. 1946년 키리노는 독립 후 첫 부통령에 선정됐다. 마누엘 로하스 대통령 아래에서 국무 장관도 겸임했다.

## 제6대 대통령
1948년, 마누엘 로하스가 현직 대통령인 채 사망했기 때문에 키리노는 이틀 후인 4월 17일에 대통령에 취임했다. 이듬해 열린 선거에서 키리노는 자유당 후보로 대선에 출마한 국민당의 호세 라우렐을 물리치고 당선되었다. 키리노 대통령은 마닐라 전투에서 일본군의 손에 아내를 잃었기 때문에 딸 빅토리아가 퍼스트레이디 역할을 맡았다.
키리노 정권이 직면한 문제의 하나는 당시 활발하게 활동하던 후크발라합의 존재였다. 원래 루손섬의 항일 게릴라였었던 하쿠발라합이 공산주의적 리더십을 내세움으로써 갈등이 깊어지고 있었다. 1948년 후크발라합의 지도자 루이스 타루크와 정부와의 협상이 결렬되자, 타루크는 자신이 공산주의자임을 공개적으로 천명함과 동시에, 정부 타도를 호소했다.
키리노 정권의 6년간은 눈부신 전후 부흥과 경제적 이익, 미국의 경제적 지원의 증가 등의 성과를 거둘 수 있다. 그러나 다른 한편으로, 특히 농촌에서는 기본적인 사회 문제가 해결되지 않은 채 남아 있었으며 또한 내각의 대부분이 부패와 뇌물에 의해 병들어 있었다.
1950년 한반도에서 한국전쟁이 발발하자, 키리노 정권은 참전을 결정하였고, 7,450여명의 필리핀 군 병사를 필리핀 원정군 (PEFTOK)으로 한반도에 파병했다.

## 만년

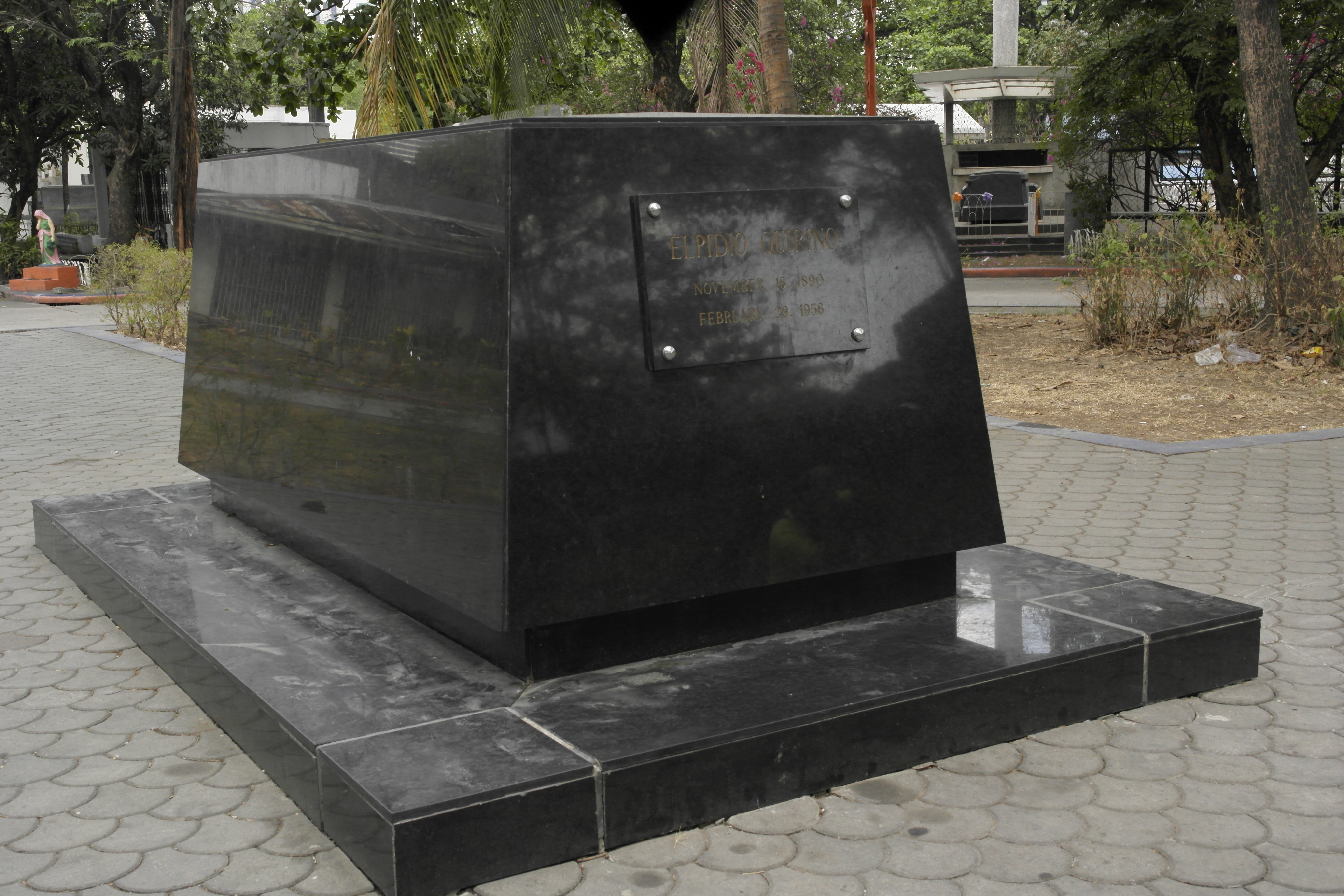
마닐라 남부 묘지의 엘피디오 키리노 대통령의 묘지

1953년 7월, 반일 감정이 여전히 뿌리 깊히 박혀 있었지만, 일본인 전범 105명에 대해 사면령을 내리고 귀국을 허용했다. 1953년, 키리노 질병을 참고 대통령 선거에 출마하여, 재선을 노렸지만, 라몬 막사이사이에게 큰 차이로 패배하면서 이후 정계를 은퇴했다.
1956년 2월 29일 심장마비로 사망했다. 그는 마카티에 있는 마닐라 남부 묘지에 묻혔다.

## 역대 선거 결과
| 선거명      | 직책명        | 대수 | 정당   | 득표율 | 득표수      | 결과 | 당락 |
| ----------- | ------------- | ---- | ------ | ------ | ----------- | ---- | ---- |
| 1946년 선거 | 필리핀 부통령 | 2대  | 자유당 | 52.36% | 1,161,725표 | 1위  |      |
| 1949년 선거 | 필리핀 대통령 | 6대  | 자유당 | 50.93% | 1,803,808표 | 1위  |      |
| 1953년 선거 | 필리핀 대통령 | 7대  | 자유당 | 31.08% | 1,313,991표 | 2위  | 낙선 |